# Мюнстерская школа делового администрирования и экономики
Мюнстерская школа делового администрирования и экономики (англ. Münster School of Business Administration and Economics; нем. Wirtschaftswissenschaftliche Fakultät) — экономический факультет Мюнстерского университета. В школе обучается около 6000 студентов.
Школа готовит специалистов (бакалавров наук, магистров наук, искусств и делового администрирования), докторов по следующим направлениям: деловое администрирование; экономическая теория, информационные системы, экономика и право, учёт и контроль, информационный менеджмент, маркетинг и др.